# Полуночный полицейский
«Полуночный полицейский» (англ. Killing Blue) — кинофильм.

## Сюжет
Полицейский детектив Алекс Гласс стал закомплексованным. При попытке задержать преступника у него убили напарника. В ходе той же операции была убита оказавшаяся рядом маленькая девочка. Жена и дочь оставили Алекса. Однако спасает работа и его последнее поручение — дело о нескольких убийствах проституток и наркоманов. Алексу в помощники начальство назначило эффектную Ширли, поведение и внешность которой временами мало отличаются от местных шлюх, но очень бесстрашную и умную…